# Mamma Roma
Mamma Roma è un film del 1962 scritto e diretto da Pier Paolo Pasolini ed interpretato da Anna Magnani.
È il secondo film del regista-scrittore dopo Accattone e come il primo si muove sullo sfondo della periferia romana. 

## Trama
Mamma Roma è una prostituta romana decisa a cambiare vita. L'occasione le si presenta quando il suo protettore, Carmine, convola a nozze e, di fatto, la libera da ogni legame di possesso. Mamma Roma ha un figlio, Ettore, ignaro della professione della madre, cresciuto nella cittadina di provincia Guidonia e per il quale lei sembra essere disposta ad atti di amore infinito. Donna di grande temperamento e di inesauribile forza, smessa "la vita", con i soldi risparmiati, allestisce un carretto di verdura in un mercato di piazza e si trasferisce con il figlio in un piccolo appartamento alla periferia di Roma. Qui, secondo i sogni della madre, Ettore potrà ottenere il riscatto della propria condizione di sottoproletario e trovarsi un lavoro rispettabile.
Intanto, Ettore cresce nel nuovo ambiente, legandosi ad una compagnia di borgatari che organizzano piccoli furti. Si invaghisce di Bruna, una ragazza più grande di lui e con un figlio, un po' facile ma a suo modo leale, e con lei inizia una relazione. Per farle dei regali arriva a rubare i dischi della madre e a rivenderli; e successivamente per difendere la ragazza da uno stupro del branco dei ragazzi, rimedia un violento pestaggio. Mamma Roma viene a sapere della sua relazione e si indispettisce: vuole che il figlio aspiri al meglio. Decide dunque di muoversi, per procurargli un lavoro e per togliergli dalla testa Bruna. Va dal parroco e gli chiede aiuto per trovare un lavoro a Ettore, come servire ai tavoli in una trattoria in Trastevere, ma il parroco le consiglia di mandare il ragazzo a scuola.
Allora organizza lei un ricatto ai danni del ristoratore: fa in modo che la sua amica prostituta Biancofiore lo adeschi e vada a letto con lui, per poi irrompere nella stanza col protettore di lei, in modo da mettere l'uomo con le spalle al muro con la sua famiglia, e così riesce nel suo intento di far assumere il figlio. Alla stessa amica chiede di avere un rapporto sessuale col figlio, convinta che dopo tale esperienza la sua infatuazione per Bruna sia destinata a spegnersi. Non paga, regala al figlio una moto. Quando tutto sembra andare per il verso giusto, ricompare però il suo protettore, Carmine. La sua nuova vita e il nuovo lavoro lo hanno stancato e vuole tornare a sfruttare Mamma Roma. Per lei, che ha sempre nascosto il proprio passato al figlio, è un incubo che si materializza. Il protettore obbliga Mamma Roma a tornare a prostituirsi. Così, la donna inizia una doppia vita, di giorno al mercato e di notte sulla strada.
Quando viene a sapere da Bruna del mestiere della madre, Ettore rientra nel brutto giro dei giovani del posto e riprende a commettere piccoli furti. Arrestato già febbricitante per aver rubato una radiolina ad un ricoverato d'ospedale, morirà spossato e in stato confusionale per la febbre mentre è in detenzione, legato a un letto di contenzione, invocando la madre. Appena saputo della sorte del figlio, Mamma Roma corre a casa seguita da un gruppetto del mercato. Arrivata, si getta in preda alla disperazione sul letto di Ettore abbracciando i vestiti usati dal figlio, per poi correre verso la finestra della camera per suicidarsi, trattenuta però dalle  persone che l’hanno seguita. E desiste dai suoi propositi guardando la cupola della basilica di San Giovanni Bosco.

## Produzione

### Sceneggiatura
Il film trae spunto da un evento realmente accaduto: la tragica morte di Marcello Elisei, un giovane detenuto di 18 anni nel carcere di Regina Coeli legato al letto di contenzione. Da quello spunto di cronaca Pasolini elaborerà la sceneggiatura con una storia per il resto non corrispondente ai fatti reali e alle biografie dei personaggi a cui si ispira.

### Ambientazione

Scena del film girata a Guidonia

Gli interni e gli esterni della casa dove vive Mamma Roma, all'inizio del film prima di trasferirsi, sono girati al "Palazzo dei Ferrovieri" di Casal Bertone. Le riprese della sua nuova casa sono invece effettuate al villaggio INA-Casa del quartiere popolare Quadraro.
In particolare, gli esterni sono girati nell'adiacente Parco degli Acquedotti. In più scene è visibile, nello skyline della periferia sullo sfondo, allora in piena costruzione, la cupola della basilica di San Giovanni Bosco.
Le scene finali girate di fronte all'ospedale sono ambientate a Tor Marancia davanti all'istituto San Michele (via Odescalchi).

## Colonna sonora
Anche in questo film, come nel precedente Accattone, Pasolini utilizzò come colonna sonora diverse musiche di epoca barocca.

## Distribuzione
La prima proiezione fu alla XXIII Mostra internazionale d'arte cinematografica di Venezia il 31 agosto 1962.

## Critica
Film costruito sull'incantevole debolezza dell'umanità disagiata che sogna il riscatto della propria condizione attraverso un impossibile avanzamento sociale. Pasolini, allievo dello storico dell'arte Roberto Longhi (a cui il film è dedicato), rivela il suo gusto per l'immagine e compie un riuscito esperimento di commistione tra la recitazione drammatica di Anna Magnani e quella dei ragazzi di strada. Scrivendo nell'ottobre del 1962 su Vie Nuove, si rivolge proprio a Longhi per esortarlo a intervenire e mettere fine alle illazioni e alle incertezze interpretative riguardanti la scena della morte del protagonista sul letto di contenzione:
(Pier Paolo Pasolini, Vie Nuove, 4 ottobre 1962)
Secondo Antonello Trombadori, il personaggio di Mamma Roma è inedito; Pasolini non lo ha trasferito sullo schermo dalle pagine dei suoi libri come aveva fatto, più o meno, per Accattone. Il film risulta quindi più costruito, più ricco e, in ultima analisi, più bello di quello che lo ha preceduto nell'opera dello scrittore-regista.
Le vite di Mamma Roma e del figlio rappresentano un legame e un amore che trascende ogni tipo di volontà e contatto. La storia segue il loro rapporto che obbliga l'uno ad essere reciprocamente causa, effetto e riferimento delle vicissitudini dell'altro, in un legame che va oltre a qualsiasi tipo di circostanza e di avvenimento, come quello tra una madre e il proprio figlio e in cui probabilmente Pasolini rappresenta il suo forte legame con la madre che l'accompagna e lo insegue, esplicitandolo anche in poesie come Ballata delle Madri e Supplica a mia madre di Poesia in forma di rosa scritte negli stessi anni in cui ha scritto il film.
Rispetto ad Accattone però c'è una differenza sostanziale tra i due film, cioè un passaggio da una responsabilità individuale, di Accattone, a una responsabilità collettiva di Mamma Roma. Scrive Massimiliano Valente che il personaggio interpretato dalla Magnani assomiglia molto di più al Tommaso Puzzilli di Una vita violenta rispetto al disperato personaggio di Accattone, nel senso che Mamma Roma ha un moto di riscatto sociale che, prostituta sottoproletaria, vede nell'integrazione piccolo-borghese. Il loro trasferimento nella nuova casa, i consigli dati a Ettore di cambiare amicizie e tutti i tentativi di assimilazione a un modello piccolo-borghese rappresentano per Mamma Roma un riscatto.

## Riconoscimenti
- 1962 - Festival del cinema di Venezia
  - candidatura al Leone d'oro